# 藤井貞寿
藤井 貞寿（ふじい さだとし、1895年〈明治28年〉4月3日 - 1944年〈昭和19年〉9月9日）は、日本の陸軍軍人。張作霖爆殺事件に参加。グアム島において戦死を遂げる。階級は陸軍大佐。
1930年（昭和5年）5月16日、陸軍工兵中尉時に桐原を藤井に改姓した。

## 経歴
静岡に生まれ、陸軍士官学校予科で学ぶ。1921年（大正10年）3月予科を卒業し士官学校本科に進む。
1923年（大正12年）7月、士官学校（35期）を卒業し、同10月陸軍工兵少尉に任官され工兵第20大隊附を命ぜられる。1926年（大正15年）10月工兵中尉に進級し、1933年（昭和8年）8月工兵大尉に進む。この間、同年6月4日奉天近郊で起きた張作霖爆殺事件では爆弾設置を行ったという。
1934年（昭和9年）3月工兵第20大隊中隊長を命ぜられ、1936年（昭和11年）8月父島要塞司令部員に転任。翌年3月から要塞副官に進み、1938年（昭和13年）7月には工兵少佐に進級する。1942年（昭和17年）4月独立工兵第56大隊長を命ぜられ、1943年（昭和18年）3月中佐に進級する。
同年4月から第2野戦船舶兵器廠長を務め、1944年（昭和19年）7月第31軍司令部附・第29師団海上輸送隊長に移る。グアムの戦いに参戦し、同年9月9日にグアム島おいて戦死、陸軍大佐に進級する。